# Streblopus punctatus
Streblopus punctatus är en skalbaggsart som beskrevs av Vladimir Balthasar 1938. Streblopus punctatus ingår i släktet Streblopus och familjen bladhorningar. Inga underarter finns listade i Catalogue of Life.